# 阿里尼亚诺
阿里尼亚诺（義大利語：Arignano），是意大利皮埃蒙特大区都靈廣域市的一个市镇。人口1057(2010年12月31日)。

## 友好城市
- 西班牙科米利亚斯